# Jubaji-Grab
Das Jubaji-Grab kam 2007 beim Dorf Jubija (Chuzestan, im heutigen Iran) zutage. Das Grab datiert zwischen 585 und 539 v. Chr., in der sogenannten Phase IIIB, der Neuelamischen Periode, unter König Šutur-Nahhunte, Sohn des Indada.

## Forschungsgeschichte
Das Grab kam zufällig beim Verlegen einer Pipeline zutage. Die meisten Funde wurden gestohlen, jedoch von der lokalen Polizei sichergestellt, die daraufhin das Iranian Center for Archaeological Research (ICAR) benachrichtigte, worauf die Archäologin Arman Shishegar das Grab in einer Rettungsgrabung vollständig freilegte, dokumentierte und 2015 publizierte. Eine weitere umfassende Publikation in Englisch erschien 2019.
Das Grab liegt nahe dem Fluss Ala, der es wahrscheinlich auch mehrmals überschwemmte, weshalb die Grabkammer durch Sedimente bedeckt war. Die Grabanlage bestand aus einer mit Steinen ausgekleideten Kammer, in der sich zwei wannenförmige Bronzesärge fanden. Die gewölbte Kammer konnte wahrscheinlich über eine Treppe betreten werden. Das Grab stand wohl einst innerhalb einer größeren Anlage, die aber nicht weiter untersucht wurde. Neben den beiden Särgen enthielt die Grabkammer eine große Anzahl weiterer Objekte. Zu den Grabbeigaben gehören diverse Amphoren und kleine, glazierte Tongefäße. Es gab zahlreiche Steingefäße. Daneben fanden sich diverse Bronzegefäße, Kandelaber und Bronzelampen. Es gab mindestens zehn eiserne Schwertklingen. Daneben gibt es zahlreiche kleine Goldauflagen, die einst Kleidungsstücke schmückten, und verschiedene goldene Schmuckstücke. Es fanden sich zahlreiche Perlen aus Halbedelsteinen. Knochenelemente dienten als Einlegearbeiten für ein Spielbrett.
Vier Objekte im Grab tragen Inschriften. Ein Goldring nennt Schutur-Nahhunte, Sohn des Indada. Ein Armband trug die Inschrift gehört zu dem Beamten. Ein weiteres Schmuckstück trägt den in akkadisch geschriebenen Namen Kurigalzu und auf der anderen Seite eine sumerische Inschrift: für Enlil [sein König und Adad?] , sein König Kurigalzu, hat diesen Augenstein gegeben. Ein weiteres Objekt, ein goldenes Armband, trägt eine stark zerstörte Inschrift, die eventuell ebenfalls als Kurigalzu zu lesen ist. Der auf dem Goldring genannte König Schutur-Nahhunte, Sohn des Indada, war bisher nur von einer Felsdarstellung bekannt. Das Grab ist deshalb von hoher historischer Bedeutung.
Bei den Bestatteten handelte es sich um eine junge Frau, die jünger als 17 Jahre alt gewesen sein soll. Ihr Skelett fand sich im östlichen der beiden Särge. In ihrem Sarg lag das goldene Armband mit der zerstörten Inschrift, welche Kurigalzu nennt. Es ist das einzige Objekt aus dem Grab, dessen Fundort innerhalb eines Sarges bezeugt ist. Im anderen Sarg lag eine Frau, die etwa 30 bis 35 Jahre alt war.